# 深田町 (神戸市)
深田町（ふかだちょう）は、兵庫県神戸市灘区の町名。現行行政地名は深田町一丁目から深田町五丁目。
令和2年国勢調査（2020年10月1日）での世帯数806、人口1,397、うち男性628人、女性769人。郵便番号は657-0038。

## 地理
灘区南東部、JR西日本六甲道駅の南口に位置する。東は高羽川を隔て大和町、南は備後町、北はJR東海道本線を隔て永手町。東から順に一丁目から五丁目までが並ぶ。

### 地価
住宅地の地価は、2014年（平成26年）1月1日の公示地価によれば、深田町1-2-3の地点で26万3000円/m2となっている。

## 歴史
旧・八幡字深田から1932年（昭和7年）に命名された。

### 地名の由来
『神戸の町名』によれば、深田はフケ田と同じで、ジル田とも呼ばれる、泥の深い田の事をいい、古老の話でもこの付近は田植えの際膝まで浸かって困ったという。